# Karl Mras
Karl Mras (* 6. Juni 1877 in Wien; † 7. Juli 1962 ebenda) war ein österreichischer Klassischer Philologe.

## Leben
Als Sohn eines Oberlehrers besuchte Mras das Mariahilfer Gymnasium und studierte anschließend an der Universität Wien Klassische Philologie, Sanskrit und Vergleichende Sprachwissenschaft. Zu seinen akademischen Lehrern zählten Hans von Arnim, Edmund Hauler, Friedrich Marx und Karl Schenkl. Nach dem Examen arbeitete Mras als Mittelschullehrer. Eine akademische Laufbahn nahm er mit einem staatlichen Reisestipendium auf, das ihn nach Italien, Griechenland und Kleinasien führte. Während dieser Reise kollationierte Mras zahlreiche Handschriften antiker Autoren, mit denen er das Fundament seiner späteren textkritischen und editorischen Arbeit legte. 1912 habilitierte er sich in Wien mit einer Schrift über die Überlieferungsgeschichte der Schriften des Sophisten Lukian von Samosata. Ein Jahr nach seiner Ernennung zum Titularprofessor wurde er 1921 als außerordentlicher Professor der Klassischen Philologie an die Universität Graz berufen.
1933 kehrte er als ordentlicher Professor und Lehrstuhlinhaber nach Wien zurück. Als entschiedener Gegner der Nationalsozialisten musste er jedoch nach der Besetzung Österreichs 1938 vorzeitig in den Ruhestand treten und wurde durch den Pädagogen Richard Meister, der ebenfalls als politisch nicht zuverlässig genug galt, um Pädagogik zu lehren, ersetzt. Nach dem Ende des Zweiten Weltkriegs konnte Meister auf seinen Pädagogiklehrstuhl zurückkehren und Mras nahm seine Lehrtätigkeit als Philologe wieder auf. Seine Forschungsleistungen brachten ihm zahlreiche Ehrungen ein, darunter 1946 die Ernennung zum korrespondierenden, 1947 zum wirklichen Mitglied der Wiener Akademie der Wissenschaften, 1956 zum korrespondierenden Mitglied der Deutschen Akademie der Wissenschaften zu Berlin. Erst 1953, im Alter von 76 Jahren, trat Mras in den Ruhestand.

## Leistungen
Kennzeichnend für Mras’ Forschungsleistungen ist seine umfassende Kenntnis der griechischen und römischen Kultur, der Grammatik, Metrik und Textkritik des Griechischen wie des Lateinischen und seine Vertrautheit mit Profan-, Kultur- und Religionsgeschichte. Er beschäftigte sich mit allen Epochen der antiken Literatur, besonders aber widmete er sich der Herausgabe und Kommentierung nachklassischer Autoren. Von den christlichen Schriftstellern behandelte er Eusebius von Caesarea, dessen Praeparatio evangelica er 1954–1956 in einer zweibändigen Ausgabe mit umfangreichem Kommentar sowie Stellen-, Namen-, Sach- und Sprachregister herausgab, und Hegesippus, dessen Ausgabe im Corpus Scriptorum Ecclesiasticorum Latinorum (CSEL) von Vincenzo Ussani (1932) er 1960 um eine neue Vorrede bereicherte. Die heidnischen Schriftsteller Lukian und Macrobius bedachte Mras mit Übersetzungen, Kommentaren und zweisprachigen Ausgaben.

## Werke
- Reiseerinnerungen aus dem Orient, 1906 Digitalisat